# Sebastian Tuch
Sebastian Tuch (* 3. Juli 1975 in Hanau) ist ein deutscher Footballtrainer und ehemaliger -spieler.

## Laufbahn
Tuch spielte ab 1995 bei den Hanau Hawks. Mit der Mannschaft gewann er 1997 den europäischen Vereinswettbewerb EFAF Cup.
1999 stand Tuch, ein 1,95 Meter großer Cornerback, bei Berlin Thunder in der NFL Europe unter Vertrag. Bis 2001 war er Mitglied der Aschaffenburg Stallions, dann folgte der Wechsel zu den Düsseldorf Panthern, die er in der 2001er Saison verstärkte. In den Spieljahren 2002 und 2003 war Tuch Teil der Rhein-Main Razorbacks. 2004 stand er wieder für die Hanau (inzwischen Hanau Hornets) auf dem Feld.
Zur Saison 2005 ging der studierte Wirtschaftsingenieur zu den Marburg Mercenaries. Er betreute die hessische Jugendauswahl als Trainer, in Marburg übernahm Tuch im Trainerstab die Aufgabe des Verteidigungskoordinators, 2008 trat er ebendort den Cheftrainerposten an. Im selben Jahr wurde er für seine sportlichen Verdienste mit dem Silbernen Lorbeerblatt ausgezeichnet.
2011 wurde Tuch in den Trainerstab der deutschen Nationalmannschaft berufen, in seinen Zuständigkeitsbereich fielen dort die Defensive Backs sowie die Spieler mit Sonderaufgaben. Hauptberuflich trat er die Stelle als technischer Objektleiter der Frankfurter Commerzbank-Arena an.
2015 wurde er Verteidigungskoordinator der Nationalmannschaft Polens. 2018 stieß er zum Trainerstab von Frankfurt Universe und übernahm dort die Betreuung der Spieler mit Spezialaufgaben.

### Nationalmannschaft
Als Mitglied der deutschen Nationalmannschaft wurde Tuch im Jahr 2000 Zweiter der Europameisterschaft, 2001 Europameister, 2005 erneut EM-Zweiter. Bei der Weltmeisterschaft 2003 gewann er mit der Auswahlmannschaft Bronze und erzielte dasselbe Ergebnis bei der WM 2007. Bei den World Games 2005 in Duisburg holte er mit Deutschland Gold.